# Президентские выборы в Финляндии (1962)
Двухэтапные президентские выборы прошли в Финляндии в 1962 году. 15 и 16 января общественность избрала президентских выборщиков в коллегию выборщиков. Они в свою очередь избрали президента. В результате победу одержал Урхо Кекконен, победивший в первом туре голосования. Явка на всенародное голосование составила 81,5%.

## История
После крайне незначительной победы Кекконена на президентских выборах 1956 года в Финляндии его политические оппоненты планировали победить его на выборах 1962 года.
Весной 1961 года социал-демократы, Национальная коалиционная партия и Шведская народная партия, партия мелких фермеров и либеральная Лига выдвинули бывшего канцлера юстиции Олави Хонку кандидатом в президенты.
Цель Лиги Хонки состояла в том, чтобы получить большинство из 300 президентских избирателей и таким образом победить президента Кекконена.
В конце октября 1961 года Советское правительство направило правительству Финляндии дипломатическую ноту, в которой утверждалось, что неофасизм и милитаризм в Западной Германии растут настолько, что Финляндия и СССР находятся под угрозой нападения этой страны или некоторых других государств-членов НАТО.
Таким образом СССР попросил Финляндию провести переговоры о возможном совместном военном сотрудничестве в рамках финно-советского договора.
Кризис ноты встревожил многих финнов, как политиков, так и простых избирателей. В конце ноября 1961 года Хонка снял свою кандидатуру. Затем Кекконен отправился в Советский Союз, где советский лидер Никита Хрущёв провел с ним краткие переговоры и заверил собравшихся в Новосибирске, что Финляндия и Советский Союз продолжают поддерживать хорошие отношения, хотя некоторые финны пытаются их ухудшить, и что совместные военные учения все-таки не нужны.Кекконен был легко переизбран президентом.

## Результаты

### Всенародное голосование
| Партия                                         | Партия                                         | Голосов   | %    | Мест |
| ---------------------------------------------- | ---------------------------------------------- | --------- | ---- | ---- |
| Кандидатура Урхо Кекконена                     | Аграрный союз                                  | 698,199   | 31.7 | 111  |
| Кандидатура Урхо Кекконена                     | Народная партия Финляндии                      | 165,489   | 7.5  | 21   |
| Кандидатура Урхо Кекконена                     | Шведская народная партия                       | 35,599    | 1.6  | 6    |
| Кандидатура Урхо Кекконена                     | Другие                                         | 75,961    | 3.4  | 7    |
| Избирательный союз KOK и KP                    | Национальная коалиционная партия               | 288,912   | 13.1 | 37   |
| Избирательный союз KOK и KP                    | Народная партия Финляндии                      | 11,087    | 0.5  | 1    |
| Избирательный союз KOK и KP                    | Либеральная лига                               | 7,898     | 0.4  | 1    |
| Финская народная демократическая партия        | Финская народная демократическая партия        | 451,750   | 20.5 | 63   |
| Социал-демократическая партия                  | Социал-демократическая партия                  | 289,366   | 13.1 | 36   |
| Шведская народная партия                       | Шведская народная партия                       | 111,741   | 5.1  | 15   |
| Социал-демократический союз рабочих и крестьян | Социал-демократический союз рабочих и крестьян | 66,166    | 3.0  | 2    |
| Другие                                         | Другие                                         | 36        | 0.0  | 0    |
| Недействительные/пустые бюллетени              | Недействительные/пустые бюллетени              | 9,237     | –    | –    |
| Всего                                          | Всего                                          | 2,211,441 | 100  | 300  |
| Источник: Nohln & Stöver                       |                                                |           |      |      |

### Коллегия выборщиков
| Кандидат                  | Партия                                         | Голосов | %    |
| ------------------------- | ---------------------------------------------- | ------- | ---- |
| Урхо Кекконен             | Аграрный союз                                  | 199     | 66.3 |
| Пааво Аитио               | Демократический союз народа Финляндии          | 62      | 20.7 |
| Рафаэль Паасио            | Социал-демократическая партия                  | 37      | 12.3 |
| Эмиль Ског                | Социал-демократический союз рабочих и крестьян | 2       | 0.7  |
| Всего                     | Всего                                          | 300     | 100  |
| Источник: Nohlen & Stöver |                                                |         |      |